# Villers-sur-Nied
Villers-sur-Nied – miejscowość i gmina we Francji, w regionie Grand Est, w departamencie Mozela.
Według danych na rok 1990 gminę zamieszkiwały 53 osoby, a gęstość zaludnienia wynosiła 12 osób/km² (wśród 2335 gmin Lotaryngii Villers-sur-Nied plasuje się na 992. miejscu pod względem liczby ludności, natomiast pod względem powierzchni na miejscu 1062.).